# Кобасица
Кобасица је прерађевина од меса. Користи се у људској исхрани. Пошто се обично не једе одмах по производњи, него се сачека да се осуши спада у сувомеснате производе.

## Индустријска производња кобасица
Индустријска производња има за циљ што ниже трошкове и што већу зараду. Индустријске кобасице се праве:
- од неквалитетнијег меса
- додаје се соја уместо меса
- додају се нитрити као конзерванси (иначе не баш корисни по људско здравље)
- уместо природних свињских црева користе се пластична
- процес димљења и сушења се драстично скраћује да би се добило у времену и да се не би губила влага а тиме и тежина.
- иде се чак дотле да се димљење дешава у атмосфери засићеној воденом паром да кобасица не би губила воду.

Због тога постоје трајне и полутрајне кобасице које не могу да стоје дуго као домаће, јер се због високог процента влаге лакше и брже кваре.

## Неке познате врсте кобасица
- Суџук је кобасица произведена од говеђег меса да могу да је једу и муслимани који иначе не једу свињско месо.
- Крањска кобасица је познати словеначки бренд. Чувено је јело Крањске клобасе в киселом зељу (Кобасице са киселим купусом).
- Бела кобасица је познати бренд у Немачкој.
- Дебрецинер - кобасица из мађарског града Дебрецин.
- Пеглана кобасица - пљосната кобасица од три врсте меса, карактеристична за Пирот и околину.
- Крвавица - врста куване кобасице која се, као и друге врсте куваних кобасица, прави од мање квалитетних комада меса.

## Други сувомеснати производи из фамилије кобасица
Сви други сувомеснати производи који се производе на сличан начин (млевено месо у цреву + зачини) се могу сврстати у фамилију кобасица:
- виршла
- дебрецинер
- салама
- сафалада
- паризер
- кулен

## Историја
Акадска клинописна плоча бележи јело од цревних омота испуњено неком врстом месне мешавине.
Описана је кинеска врста кобасице, луп чеонг из Јужне и Сјеверне династије (589. п. н. е. - 420. п. н. е.), направљена од козјег и јагњећег меса са сољу, са укусом зеленог лука, сосом од пасуља, ђумбиром, и бибером. Савремени тип луп чеонга има релативно дуг рок трајања, углавном због високог садржаја лактобацила; толико високо да га многи сматрају киселим.
Грчки песник Хомер је у Одисеји поменуо неку врсту крвавице, Епихарм је написао комедију под насловом Кобасица, а Аристофанова драма Витезови говори о продавцу кобасица који је изабран за вођу. Докази указују на то да су кобасице већ биле популарне и код старих Грка и код Римљана и највероватније код различитих племена која су заузимала већи део Европе.
Најпознатија кобасица у древној Италији била је из Луцаније (данашња Базиликата) и звала се луканика, име које живи у разним модерним кобасицама на Медитерану. Током владавине римског цара Нерона, кобасице су биле повезане са фестивалом Луперкалија. Рано у 10. веку за време Византијског царства, Лав VI Мудри је забранио производњу крвавица након случајева тровања храном.

## Навлаке
Традиционално, црева за кобасице су се правила од очишћених црева, или желуца у случају хагиса и других традиционалних пудинга. Данас се, међутим, природне овојнице често замењују колагеном, целулозом или чак пластичним омотачима, посебно у случају индустријски произведених кобасица.

## Састојци
Кобасица се састоји од меса исеченог на комаде или самлевеног, помешаног са другим састојцима, и напуњеног у омотач. Састојци могу укључивати јефтино скробно пунило, попут мрвица или житарица, зачине и ароме, а понекад и друге састојке, попут јабуке и празилука. Месо може бити од било које животиње, али је често свињско, говеђе или телеће, или живинско. Однос немасног меса и масти зависи од стила и произвођача. Означени садржај меса може премашити 100%, што се дешава када тежина меса прелази укупну тежину кобасице након што је направљена, понекад укључује процес сушења који смањује садржај воде.
У неким јурисдикцијама храна описана као кобасице мора задовољити прописе који уређују њихов садржај. На пример, у Сједињеним Државама Министарство пољопривреде прецизира да садржај масти у различитим дефинисаним врстама кобасица не сме прелазити 30%, 35% или 50% по тежини; неке кобасице могу садржати везива или продуживаче.
Многи традиционални стилови кобасица из Азије и континенталне Европе не користе пунила на бази хлеба и укључују само месо (немасно месо и маст) и ароме. У Великој Британији и другим земљама са традицијом енглеске кухиње, многе кобасице садрже значајан део хлеба и пунила на бази скроба, који могу да чине 30% састојака. Пунило у многим кобасицама помаже им да задрже облик док се кувају. Како се месо скупља на врућини, пунило се шири и упија влагу и масноћу из меса.
Када прехрамбено-прерађивачка индустрија производи кобасице по ниској цени, готово сваки део животиње може завршити у кобасицама, у распону од јефтиних, масних примерака пуњених месом прикупљеним с трупова (механички прерађено месо) и двопека. С друге стране, најбољи квалитет садржи само одабране комаде меса и зачине. У Британији је „месо” декларисано на етикетама у прошлости могло укључивати масноће, везивно ткиво и само месо. Ови састојци се и даље могу користити, али морају бити означени као такви, а до 10% воде може бити укључено без означавања.
Кобасице су производи типа емулзије. Састоје се од чврстих масних куглица, распршених у раствору протеина. Протеини функционишу тако што облажу масти и стабилизују их у води.

## Вегетеријанске верзије
Вегетаријанске и веганске кобасице су такође доступне у неким земљама или се могу направити код куће. Оне могу бити направљене од тофуа, sејтана, ораха, махунарки, микопротеина, протеина соје, поврћа или било које комбинације сличних састојака који ће се држати заједно током кувања. Ове кобасице, као и већина производа за замену меса, генерално спадају у две категорије: неке су обликоване, обојене, са укусом и зачињене како би што прецизније репликовале укус и текстуру меса; друге, попут кобасице Гламорган се ослањају на зачине и поврће да би дали природну арому производу, и не покушава се да се имитира месо. Иако није вегетаријанска, сојина кобасица је измишљена 1916. године у Немачкој. Првобитно позната под именом Kölner Wurst („Келнска кобасица”) по покојном немачком канцелару Конраду Аденауеру (1876–1967).